# Elna Widerström
Elna Widerström (5 de mayo de 2004) es una deportista sueca que compite en saltos de trampolín. Ganó cuatro medallas en el Campeonato Europeo de Natación entre los años 2022 y 2025.

## Palmarés internacional
| Campeonato Europeo | Campeonato Europeo | Campeonato Europeo | Campeonato Europeo   |
| Año                | Lugar              | Medalla            | Prueba               |
| ------------------ | ------------------ | ------------------ | -------------------- |
| 2022               | Roma (Italia)      | Medalla de bronce  | Trampolín 3 m sincro |
| 2024               | Belgrado (Serbia)  | Medalla de oro     | Trampolín 1 m        |
| 2024               | Belgrado (Serbia)  | Medalla de plata   | Trampolín 3 m sincro |
| 2025               | Antalya (Turquía)  | Medalla de plata   | Trampolín 1 m        |